# Championnat d'Uruguay de football 1922
Navigation
Édition précédente Édition suivante
| \| Montevideo: · Central · Peñarol · Nacional · Wanderers · Belgrano · Dublin · Charley · Liverpool · Uruguay Onward · Lito · Rampla Juniors Montevideo Universal \| Localisation des clubs engagés dans le championnat. |
| Montevideo: · Central · Peñarol · Nacional · Wanderers · Belgrano · Dublin · Charley · Liverpool · Uruguay Onward · Lito · Rampla Juniors Montevideo Universal                                                           |

La 22e édition du championnat d'Uruguay de football est remportée par le Club Nacional de Football. C’est le neuvième titre de champion du club. Le Nacional l’emporte avec 1 point d’avance sur le Montevideo Wanderers. Rampla Juniors Fútbol Club complète le podium. 
Un nouveau club accède à la première division, le Rampla Juniors Fútbol Club. Il remplace de Reformers Football Club relégué au terme de la saison précédente. Sa première saison dans l’élite uruguayenne est une réussite car le club se hisse directement sur le podium.
La saison 1922 est marqué par un coup de théâtre : le 12 novembre 1922 l’AUF décide de désaffilier les clubs de Peñarol et Central car ils ont rencontré les clubs argentins du Racing Club d'Avellaneda et d'Independiente, transgressant ainsi les règlements de la fédération. Après la 16e journée, les deux clubs sont exclus du championnat. Leurs derniers matchs sont donnés perdus. Ces deux clubs sont sécession et rejoignent une fédération concurrente de l’AUF pour organiser un championnat parallèle à partir de l’année 1923.  

## Les clubs de l'édition 1922
| Club                             | Stade         | Capacité | Ville            |
| -------------------------------- | ------------- | -------- | ---------------- |
| Belgrano Football Club           | -             | -        | Montevideo       |
| Central Español Fútbol Club      | -             | -        | Montevideo       |
| Charley Football Club            | -             | -        | Montevideo       |
| Dublin Football Club             | -             | -        | Montevideo       |
| Club Atlético Lito               | -             | -        | Montevideo       |
| Liverpool Fútbol Club            | -             | -        | Montevideo       |
| Montevideo Wanderers Fútbol Club | -             | -        | Montevideo       |
| Club Nacional de Football        | -             | -        | Montevideo       |
| Club Atlético Peñarol            | Villa Peñarol | -        | Montevideo       |
| Rampla Juniors Fútbol Club       | -             | -        | Montevideo       |
| Universal Football Club          | -             | -        | San José de Mayo |
| Uruguay Onward                   | -             | -        | Montevideo       |

## Compétition

### Classement
Le classement est établi sur le barème de points suivant : victoire à 2 points, match nul à 1, défaite à 0.
| Rang | Équipe                      | Pts | J  | G  | N | P  | Bp | Bc | Diff |
| ---- | --------------------------- | --- | -- | -- | - | -- | -- | -- | ---- |
| 1    | Club Nacional de Football   | 36  | 22 | 15 | 6 | 1  | 48 | 7  | +41  |
| 2    | Montevideo Wanderers        | 35  | 22 | 15 | 5 | 2  | 32 | 9  | +23  |
| 3    | Rampla Juniors              | 28  | 22 | 10 | 8 | 4  | 22 | 37 | -15  |
| 4    | Club Atlético Peñarol T     | 27  | 22 | 12 | 3 | 7  | 36 | 7  | +29  |
| 5    | Club Atlético Lito          | 24  | 22 | 8  | 8 | 6  | 26 | 20 | +6   |
| 6    | Belgrano Football Club      | 23  | 22 | 8  | 7 | 7  | 16 | 21 | -5   |
| 7    | Liverpool Fútbol Club       | 22  | 22 | 7  | 8 | 7  | 23 | 13 | +10  |
| 8    | Universal Football Club     | 21  | 22 | 6  | 9 | 7  | 22 | 21 | +1   |
| 9    | Central Español Fútbol Club | 16  | 22 | 4  | 8 | 10 | 22 | 15 | +7   |
| 10   | Uruguay Onward              | 15  | 22 | 4  | 7 | 11 | 16 | 29 | -13  |
| 11   | Charley Football Club       | 10  | 22 | 3  | 4 | 15 | 11 | 45 | -34  |
| 12   | Dublin Football Club        | 5   | 22 | 1  | 3 | 18 | 5  | 55 | -50  |

| Légende : Qualifications et relégations | Légende : Qualifications et relégations |
| --------------------------------------- | --------------------------------------- |
|                                         | Champion d’Uruguay                      |
|                                         | Relégation en deuxième division         |
|                                         | T : Tenant du titre P : Promus          |

## Bilan de la saison
| Championnat d'Uruguay de football 1922                             |                                                   |
| Champion                                                           | Club Nacional de Football (9e titre)              |
| Promotions et relégations                                          |                                                   |
| Promus en Primera División                                         | Club Atlético Bella Vista Centro Atlético Fénix   |
| Relégués en Championnat d'Uruguay de football de deuxième division | Club Atlético Peñarol Central Español Fútbol Club |